# Église du monastère Stavropoleos
L'église du monastère Stavropoleos, située à Strada Stavropoleos à Bucarest, est une église orthodoxe, construite selon le style Brâncovenesc. Les saints-patrons sont les archanges Michael et Gabriel. Le nom Stavropoleos est la forme roumaine d'une expression grecque Stauropolis, qui peut se traduire par "ville de la croix".
L'église fait partie de la liste des monuments historiques de Roumanie.
C’est un exemple du style brâncovan : décor en médaillons représentant des saints, arabesques florales peintes sur les murs et dentelle de pierre autour des Verrières.
À l’intérieur, l’église abrite des icônes et les murs sont entièrement peints et revêtus de dorures.
L’église a miraculeusement échappé à la destruction de l’époque de Ceaușescu et la vie monastique y a maintenant repris ses droits : les moines vivent juste à côté de l’église de l’autre côté du cloître accolé à la façade sud.

## Historique

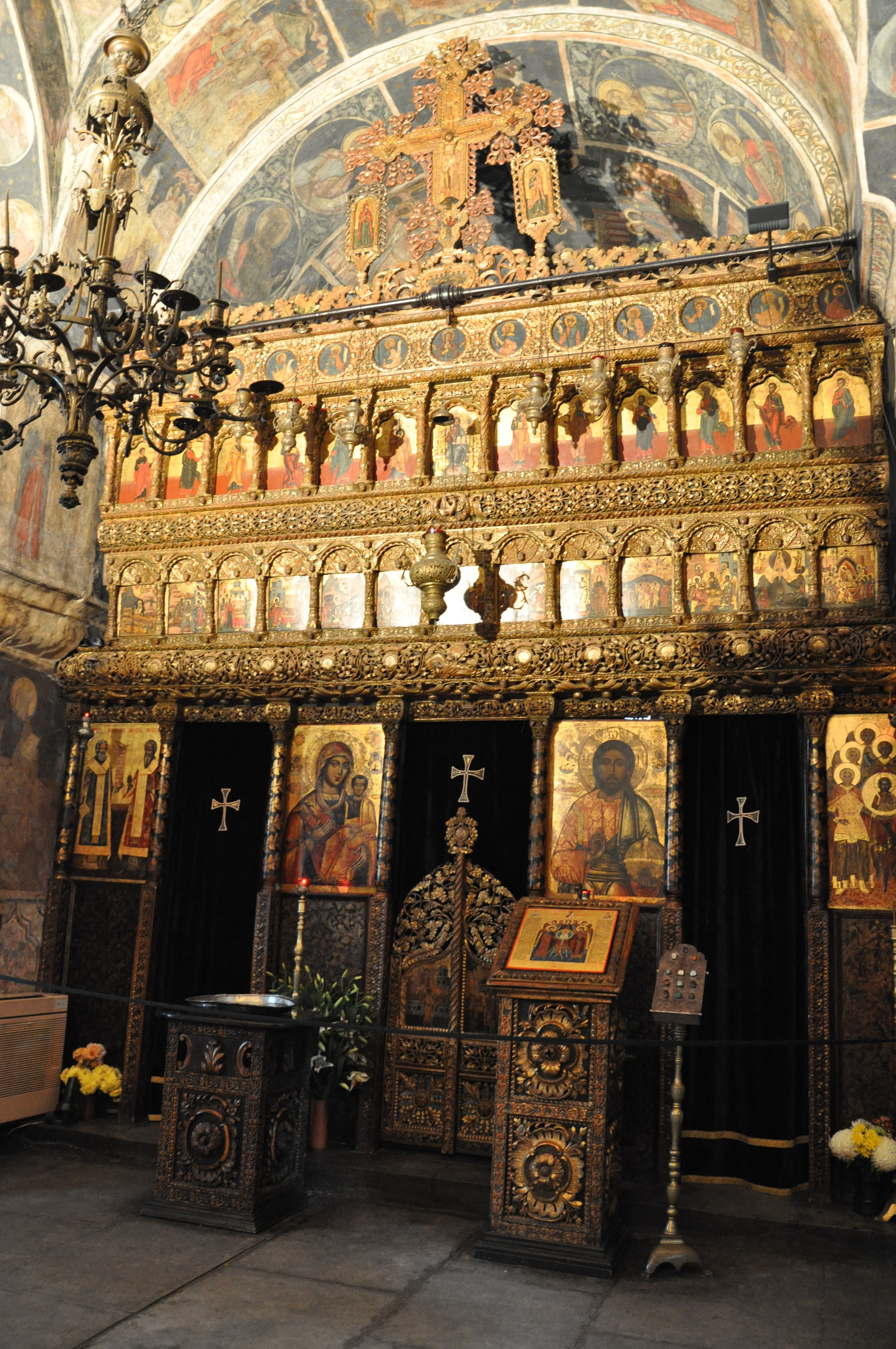
L'intérieur de l'église.

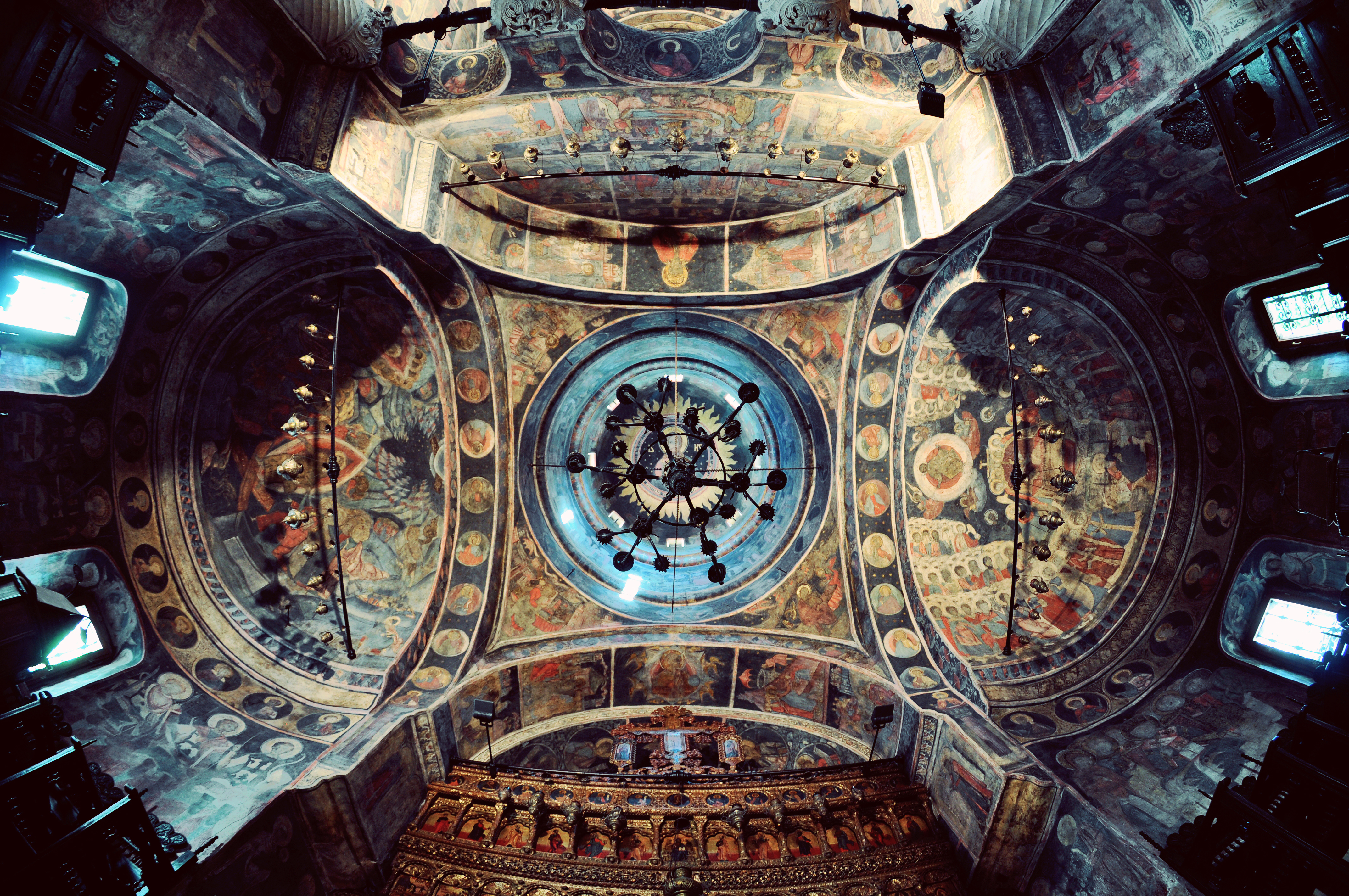
Le plafond de l'église.

L'église fut achevée en 1724, sous le règne de Nicolas Mavrocordato (prince de Valachie entre 1719 et 1730), par l'archimandrite Ioanichie Stratonikeas. 
Dans l'enceinte de son auberge, Ioanichie a construit une église, et un monastère qui était soutenu économiquement par les rentrées de l'auberge (une situation relativement commune durant cette période). En 1726, Ioanichie a été élu Métropolite de Stavropole et Exarchat de Caria. Depuis ce moment, le monastère qu'il a construit a pris le nom de Stavropoleos. Ioanichie est mort le 7 février 1742. Il a été enterré dans son église.
Les annexes de l'auberge et du monastère ont été démolies à la fin du XIXe siècle. L'église a subi au cours du temps les effets des tremblements de terre, qui ont notamment causé la chute du dôme. Les peintures du dôme ont été restaurées au début du XXe siècle.
Tout ce qui reste du monastère original est l'église, à côté d'un bâtiment du XXe siècle qui accueille une bibliothèque, une salle de conférence et une collection d’icônes datant du début du XVIIIe siècle, d'objets ecclésiastiques, et des éléments de peintures murales préservées des églises démolies pendant le régime communiste. Le nouveau bâtiment a été construit selon les plans de l'architecte Ion Mincu.

## Bibliothèque
La bibliothèque du monastère comporte plus de 8 000 livres de théologie, de musique byzantine, d'arts et d'histoire. Ce sont des écrits de patriarches, bibliques, dogmatiques, liturgiques, historiques, homilétiques, catéchistes, des dictionnaires de langues classiques et des livres de texte, des études concernant l'art byzantin et l'iconographie Orthodoxe, et concernant l'histoire de la Roumanie et de la civilisation du XVIIe siècle.
Certains des livres proviennent de dons de la bibliothèque personnel de l'historien d'art Vasile Drăguț, ancien recteur de l'Université d'Arts de Bucarest.
Il y existe un nombre non négligeable de vieux livres : plus de 80 manuscrits et 400 livres imprimés. Ils sont en langue roumaine, grecque et en "slave d'église".
La collection de livres de musique byzantine est la plus importante de Roumanie, et consiste en principalement des dons de deux byzantinologues, Sebastian Barbu-Bucur et Titus Moisescu. 
Le monastère a commencé un projet de bibliothèque virtuelle en numérisant ses livres anciens.

## Galerie

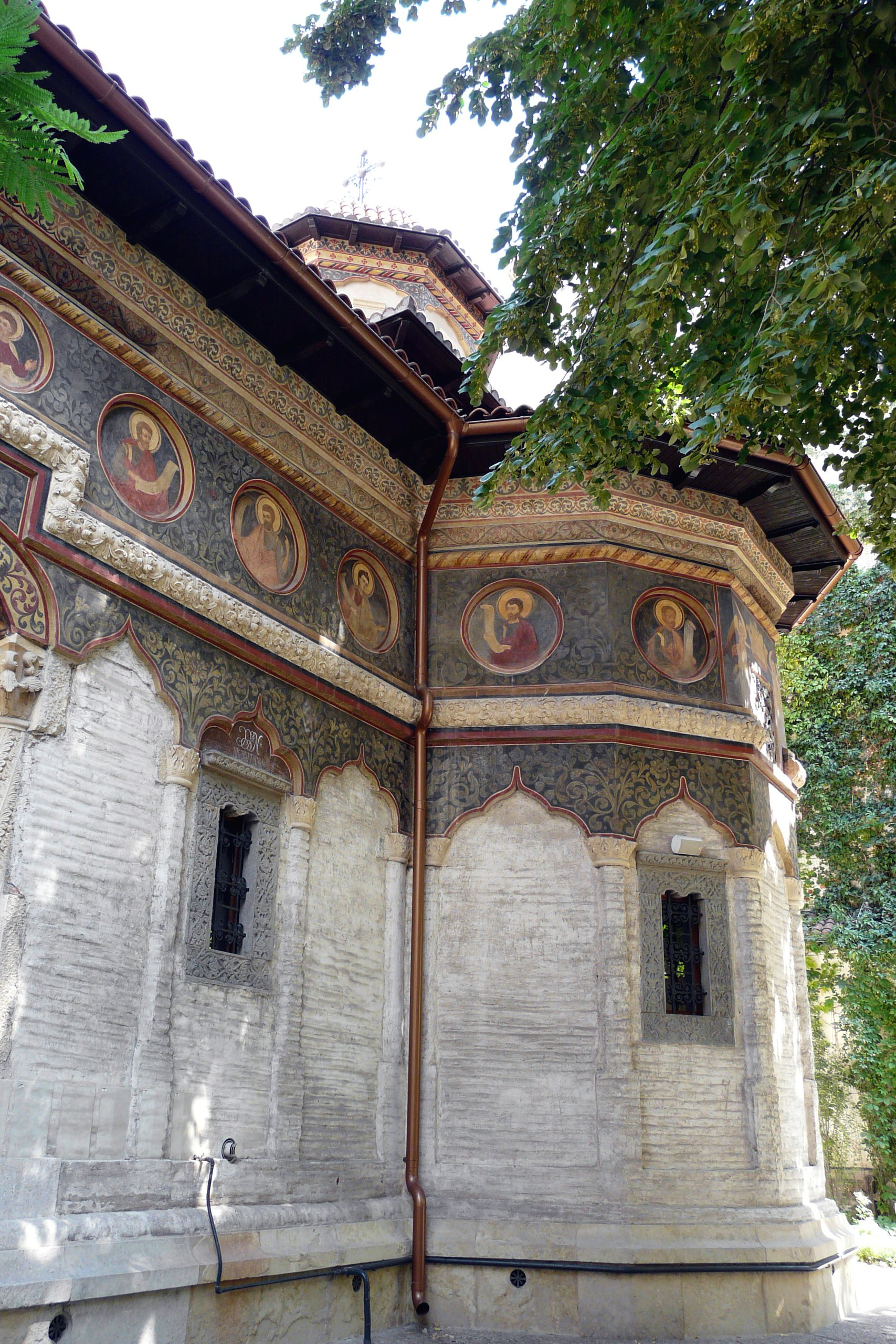
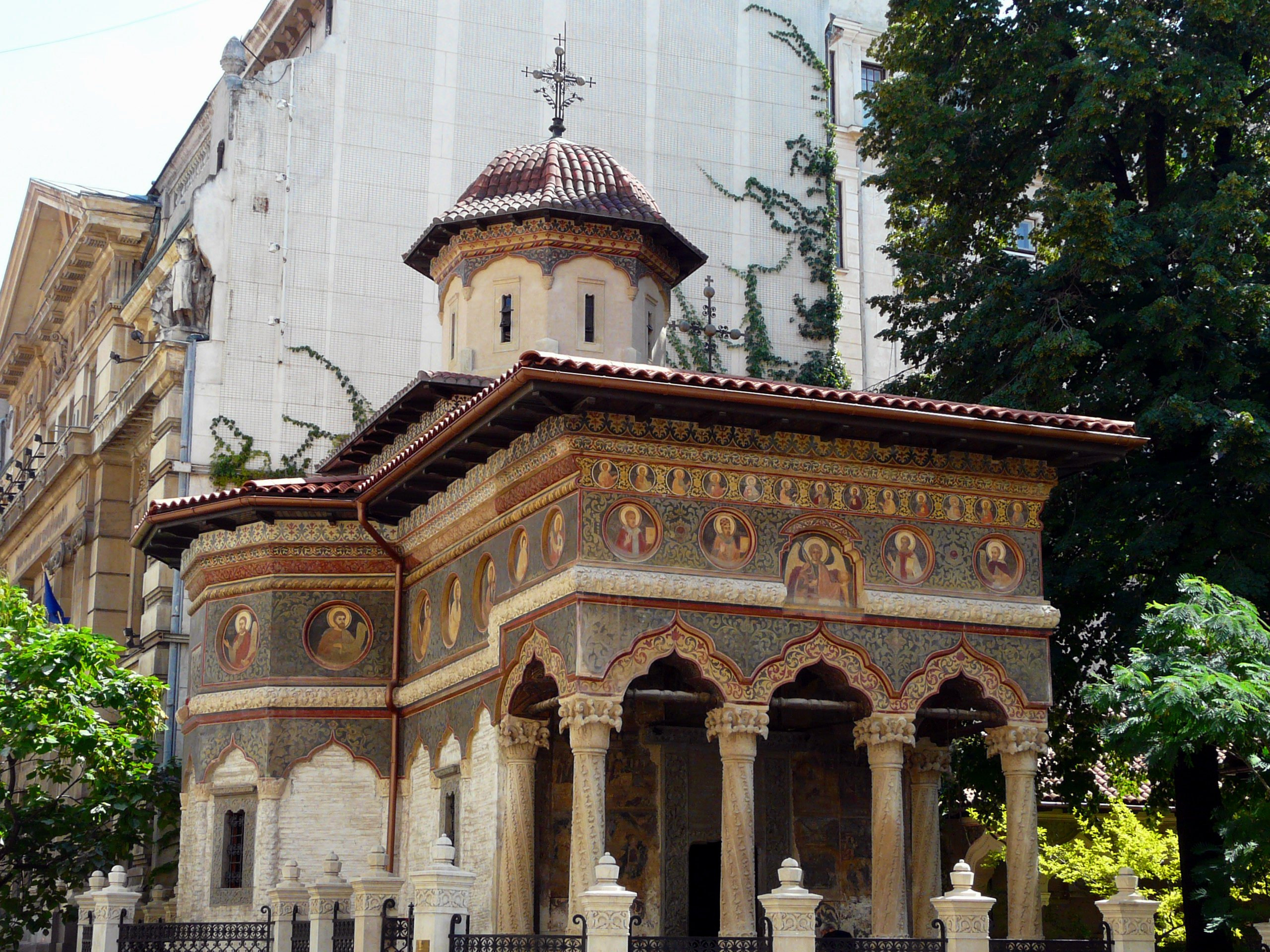